# Mszano (zniesiona osada leśna)
Mszano – dawna osada leśna w Polsce, położona w województwie kujawsko-pomorskim, w powiecie brodnickim, w gminie Brodnica.
W latach 1975–1998 miejscowość należała administracyjnie do województwa toruńskiego.
Nazwę zniesiono z 2023 r.